# 10-е видання Systema Naturae

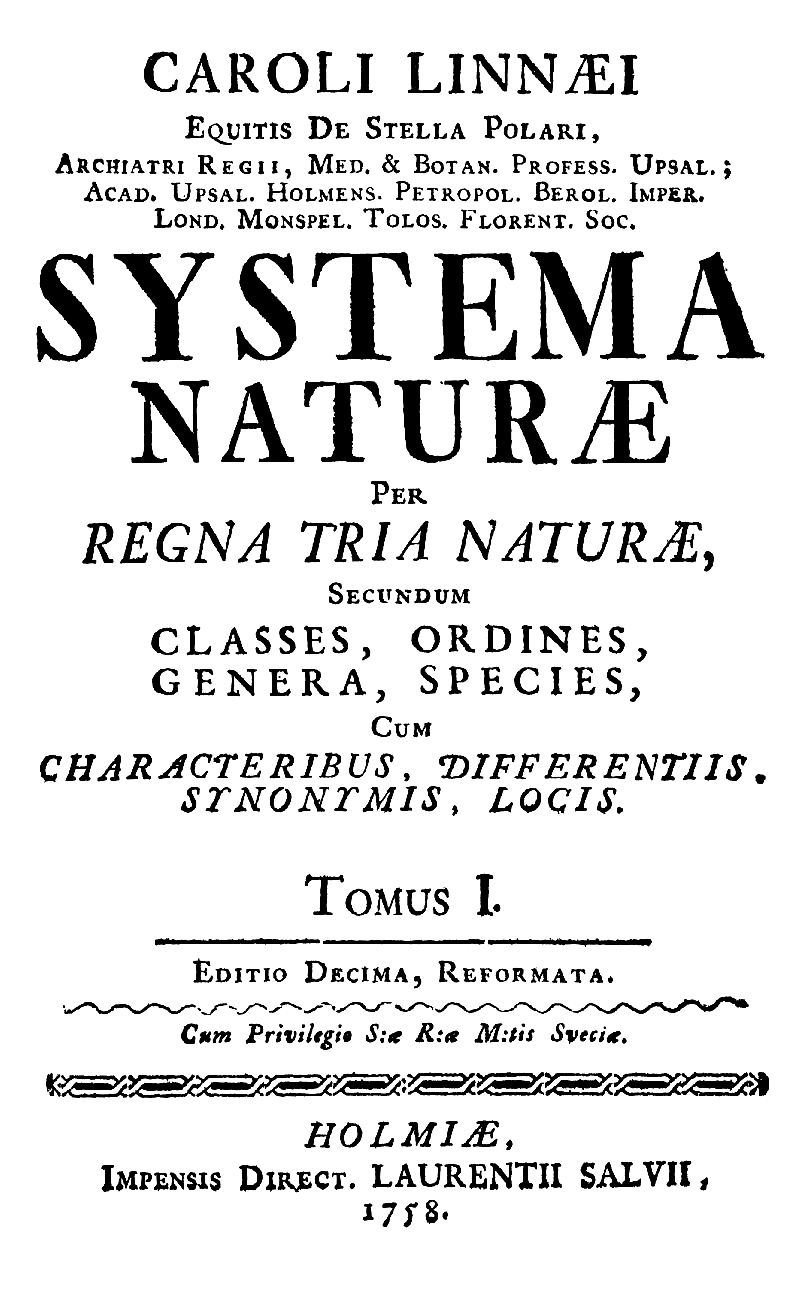
Титульна сторінка 10-го видання Systema Naturae

10-е видання Systema Naturae — це книга, написана шведським натуралістом Карлом Ліннеєм і опублікована у двох томах у 1758 та 1759 роках, яка вважається відправною точкою зоологічної номенклатури. У ній Лінней представив біноміальну номенклатуру для тварин, те, що він уже зробив для рослин у своїй публікації Species Plantarum 1753 року.

## Відправна точка
До 1758 року більшість біологічних каталогів використовували поліноміальні назви для включених таксонів, включаючи попередні видання Systema Naturae. Першою роботою, яка послідовно застосовувала біноміальну номенклатуру в царстві тварин, було 10-е видання Systema Naturae. Тому Міжнародна комісія із зоологічної номенклатури обрала 1 січня 1758 року як «мочатковий момент» для зоологічної номенклатури та стверджувала, що 10-е видання Systema Naturae слід розглядати як опубліковане саме в цей день. Назви, опубліковані до цієї дати, недоступні, навіть якщо в іншому випадку вони задовольняли б правила. Єдина робота, яка має пріоритет над 10-м виданням — це Svenska Spindlar Карла Александра Клерка, або Aranei Suecici, яка була опублікована у 1757 році, але її також прийнято розглядати як надруковану 1 січня 1758 року.

## Перегляди

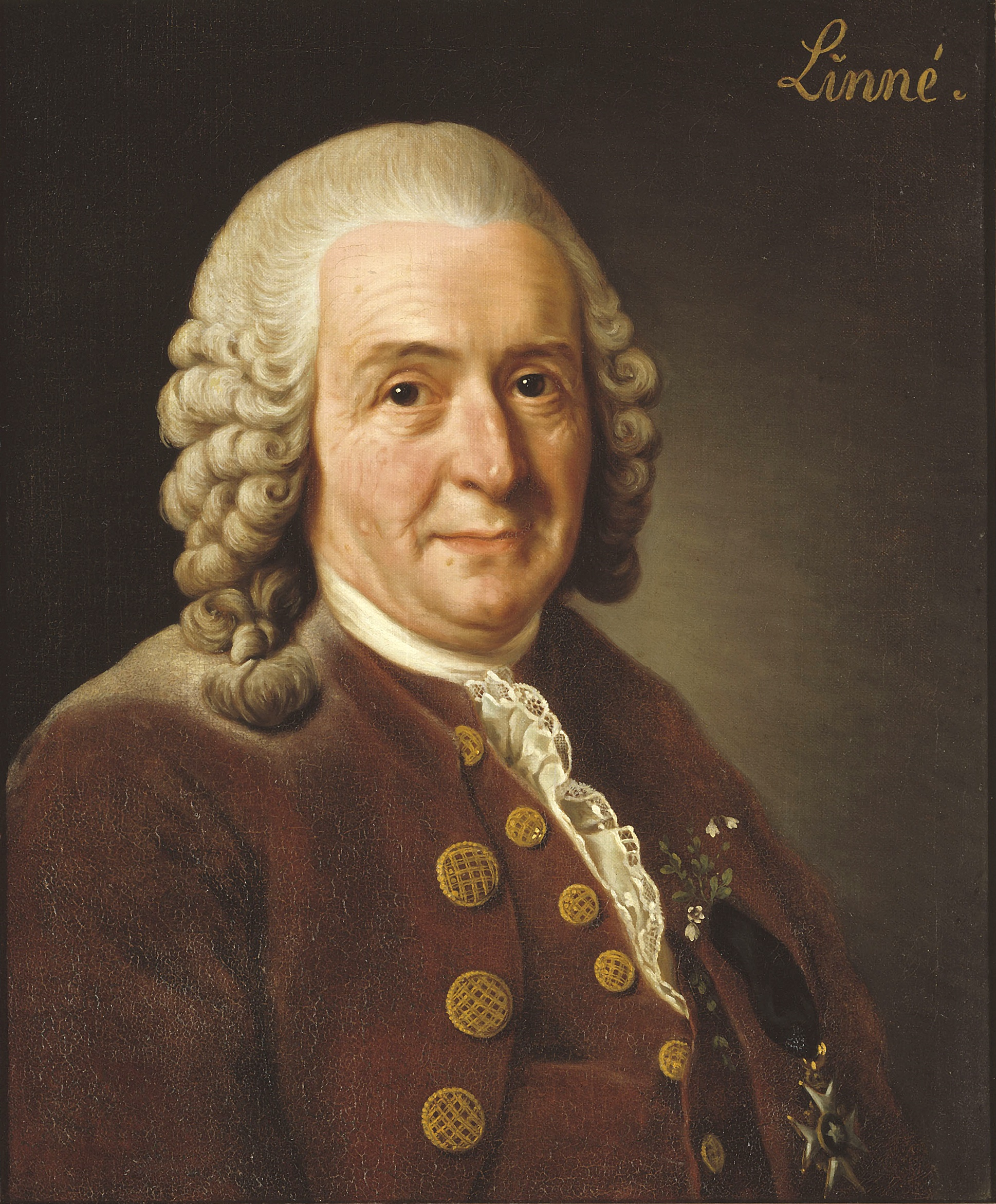
Карл Лінней, олійний портрет Олександра Росліна 1775 року.

Протягом життя Ліннея Systema Naturae постійно переглядалася. Прогрес був включений у нові та постійно розширювані видання; наприклад, у його 1-му виданні (1735) кити та ламантини спочатку були класифіковані як види риб (як вважалося тоді), але в 10-му виданні вони вже були перенесені до класу ссавців.

## Тварини
Тваринне царство (як описано Ліннеєм): «Тварини насолоджуються відчуттями за допомогою живої організації, оживленої медулярною речовиною; сприйняттям — нервами; і рухом — завдяки напрузі волі. Їхні частини тіла мають різне життєве призначення; у них є органи для їх різних чуттів; і здібності (або сили) для застосування їхнього різного сприйняття. Всі вони походять з яйця. Їх зовнішня і внутрішня будова; їх порівняльна анатомія, звички, інстинкти та різноманітні стосунки один з одним детально описані авторами, які з розумінням трактують їхні предмети».
Список був розбитий на початкові шість класів, описаних Ліннеєм для тварин; Mammalia, Aves, Amphibia, Pisces, Insecta та Vermes. Ці класи зрештою були створені шляхом вивчення внутрішньої анатомії, як видно з його ключа:
- Серце з двома передсердями, двома шлуночками. Тепла, червона кров
  - Живородні: Mammalia
  - Яйцекладні: Aves
- Серце з одним передсердям, одним шлуночком. Холодна, червона кров
  - Легені довільні: Амфібії
  - Зовнішні зябра: Риби
- Серце з одним передсердям, без шлуночків. Холодна кров, схожа на гній
  - Мають вусики: Insecta
  - Мають щупальця: Vermes

Згідно з нинішніми стандартами Pisces і Vermes є неформальними групами, Insecta також містила павукоподібних і ракоподібних, а один ряд Amphibia складався з акул, міног і осетрових.

### Ссавці

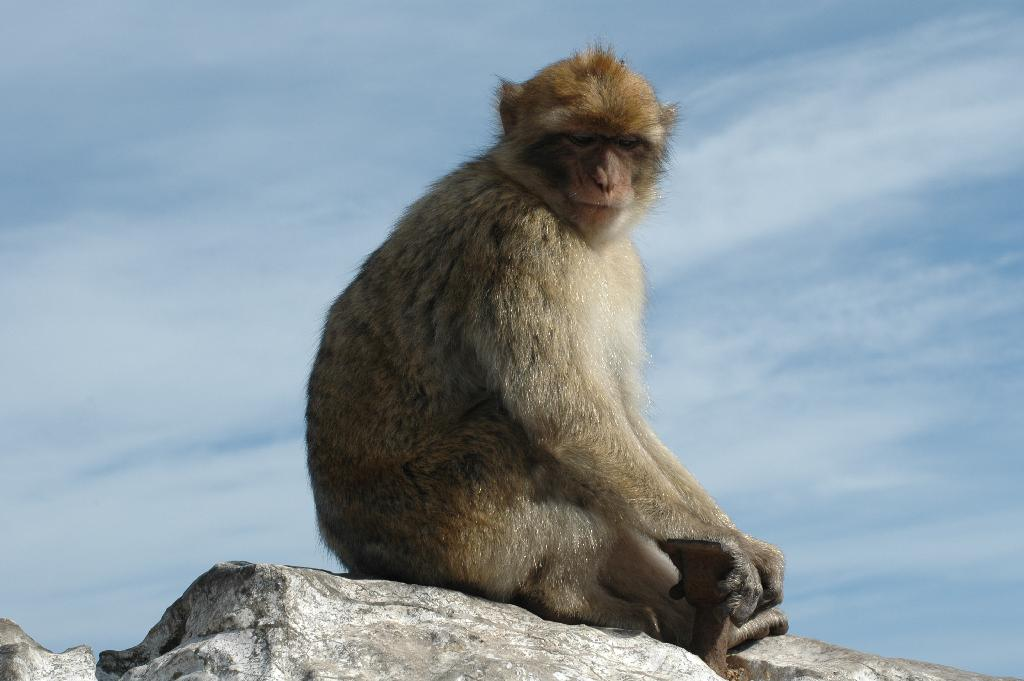
Барберійська макака була включена до 10-го видання як Simia sylvanus.

Лінней описав ссавців так: «Тварини, які вигодовують дитинчат за допомогою молочних залоз. За зовнішньою і внутрішньою будовою вони нагадують людину: більшість із них чотирилапі; і з людиною, їхнім природним ворогом, населяють поверхню Землі. Найбільші, хоча й найменші за чисельністю, населяють океан».
Лінней розділив ссавців за кількістю, розташуванням і будовою їхніх зубів на такі родини та роди:
- Primates: Homo (люди), Simia (мавпи та людиноподібні мавпи), Lemur (лемури та кагуанові) та Vespertilio (кажани)
- Bruta: Elephas (слони), Trichechus (ламантини), Bradypus (лінивці), Myrmecophaga (мурахоїди) і Manis (панголіни)
- Ferae: Phoca (тюлені), Canis (собаки та гієни), Felis (кішки), Viverra (мангусти та цивети), Mustela (ласки та їхні родичі) та Ursus (ведмеді)
- Bestiae: Sus (свині), Dasypus (броненосці), Erinaceus (їжаки), Talpa (кроти), Sorex (землерийки) і Didelphis (опосуми)
- Glires: Rhinoceros (носороги), Hystrix (Їжатці), Lepus (кролики та зайці), Castor (бобри), Mus (миші та родичі) та Sciurus (вивірки)
- Pecora: Camelus (верблюди), Moschus (мускусні олені), Cervus (олені та жирафи), Capra (кози та антилопи), Ovis (вівці) та Bos (велика рогата худоба)
- Belluae: Equus (коні) & Hippopotamus (бегемоти)
- Cete: Monodon (нарвали), Balaena (смугачі), Physeter (кашалоти) і Delphinus (дельфіни та морські свині)

### Птахи

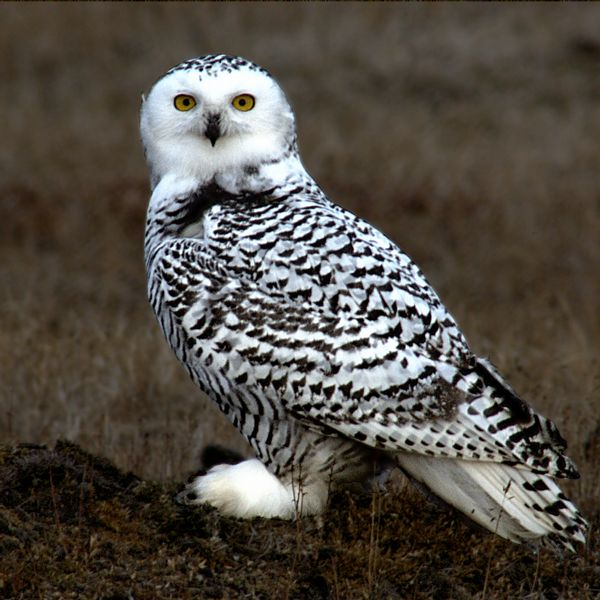
Сова біла була включена до 10-го видання як Strix scandiaca.

Лінней описував птахів так: «Красива і весела частина створінь природи, що складається з тварин, які мають тіло, вкрите пір’ям і пухом, видовжені й голі щелепи (дзьоб), два крила, сформовані для польоту, і дві ноги. Вони ареальні, голосні, швидкі та легкі, і позбавлені зовнішніх вух, губів, зубів, мошонки, матки, сечового міхура, надгортанника, мозолистого тіла та його дуги та діафрагми».
Лінней розділив птахів на 6 родин і 63 роди, виходячи з особливостей дзьоба та ніг:
- Accipitres: Vultur (падальники та кондори), Falco (соколи, орли та родичі), Strix (сови) та Lanius (сороропути)
- Picae: Psittacus (папуги), Ramphastos (тукани), Buceros (носороги), Crotophaga (ані), Corvus (круки та ворони), Coracias (сиворакші та вивільги), Gracula (шпакові), Paradisea (райські птахи), Cuculus (зозулі), Jynx (крихошиї), Picus (дятли), Sitta (повзики), Alcedo (рибалочки), Merops (бджолоїдки), Upupa (одуди), Certhia (підкоришники) і Trochilus (колібрі)
- Anseres: Anas (качки, гуси та лебеді), Mergus (крехи), Alca (альки та іпатки), Procellaria (буревісники), Diomedea (альбатроси та пінгвіни), Pelecanus (пелікани та родичі), Phaethon (фаетони), Colymbus (пірникози та гагари), Larus (мартини), Sterna (крячки) та Rhyncops (водорізи)
- Grallae: Phoenicopterus (фламінго), Platalea (косарі), Mycteria & Tantulus (лелеки), Ardea (чаплі, журавлі та родичі), Scolopax (грицики, ібіси та родичі), Tringa (плавунці та баранці), Charadrius (пісочники), Recurvirostra (чоботарі), Haematopus (кулики-сороки), Fulica (лиски та родичі), Rallus (пастушки), Psophia (агамі), Otis (дрохви) та Struthio (страуси)
- Gallinae: Pavo (павичі), Meleagris (індики), Crax (кракси), Phasianus (фазани та кури) і Tetrao (тетеруки та родичі)
- Passeres: Columba (голуби та горлиці), Alauda (жайворонки та щеврики), Sturnus (шпаки), Turdus (дрозди), Loxia (кардинали, снігурі та родичі), Emberiza (вівсянки), Fringilla (в’юрки), Motacilla (плиски), Parus (синиці та гаїчки), Hirundo (ластівки та стрижі) & Caprimulgus (дрімлюги)

### Земноводні

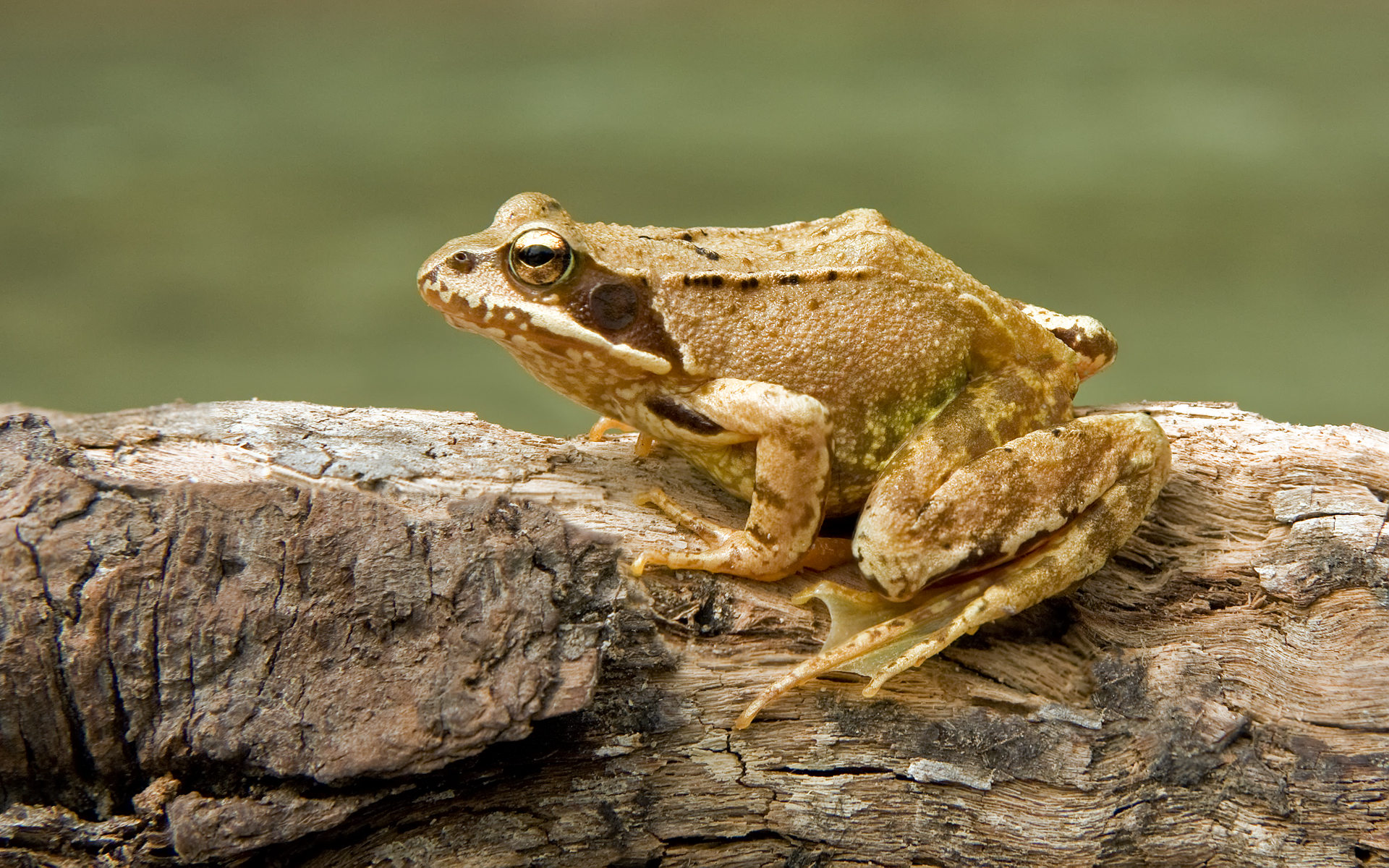
Жаба трав'яна була включена до 10-го видання як Rana temporaria.

Лінней описав своїх «амфібій» (включає рептилій і амфібій ) так: «Тварини, які відрізняються холодним тілом і, як правило, голими; суворим і виразним виглядом; різким голосом; переважно моторошним кольором; брудним запахом; деякі з них забезпечені жахливою отрутою. ; усі мають хрящові кістки, повільний кровообіг, чудовий зір і слух, великі легеневі судини, часткову печінку, довгастий товстий шлунок і кістозні, печінкові та підшлункові протоки: вони позбавлені діафрагми, не виділяють піт, можуть жити тривалий час без їжі, живучі та мають здатність відрощувати втрачені частини тіла; деякі проходять через метаморфоз; деякі скидають свою шкіру (линяють); деякі, здається, живуть поперемінно то на суші, то в воді, і деякі взимку впадають у сплячку».
Лінней розділив амфібій на такі загони та роди, виходячи з будови кінцівок і способу дихання:
- Reptiles: Testudo (черепахи), Draco (летючі ящірки), Lacerta (наземні ящірки, саламандри та крокодили) та Rana (жаби та ропухи)
- Serpentes: Crotalus (гримучі змії), Boa (удави), Coluber (полози, кобри та типові змії), Anguis (веретільниці та сліпуни), Amphisbaena (амфісбени) і Coecilia (безногі земноводні)
- Nantes: Petromyzon (міноги), Raja (скати), Squalus (акули), Chimaera (химероподібні), Lophius (вудильники) & Acipenser (осетрові)

### Риби

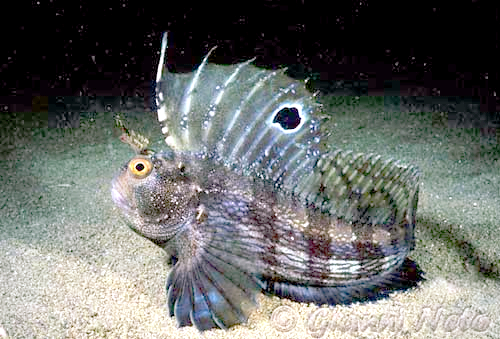
Собачка-метелик був включений до 10-го видання як Blennius ocellatus.

Лінней описав рибу так: «Завжди живуть у воді; вони швидкі в русі та ненажерливі в своєму апетиті. Дихають за допомогою зябер, які зазвичай об'єднані кістковою дугою; плавають за допомогою променистих плавців і здебільшого вкриті хрящовою лускою. Окрім частин, спільних з іншими тваринами, очі у них з моргальним повіком, а більшість із них мають плавальний міхур, завдяки скороченню чи розширенню якого вони можуть довільно підійматися чи занурюватися у своїй стихії».
Залежно від розташування черевних і грудних плавців Лінней розділив риб на такі ряди та роди:
- Apodes: Muraena (вугри), Gymnotus (риби-ножі), Trichiurus (волосохвости), Anarhichas (зубатки), Ammodytes (піщанки), Stromateus (строматеї) і Xiphias (мечоносці)
- Jugulares : Callionymus (піскарки), Uranoscopus (зіркогляди), Trachinus (дракончики), Gadus (тріска та родичі) та Ophidion (ошибневі)
- Thoracici: Cyclopterus (циклоптери), Echeneis (причепи), Coryphaena (корифени ), Gobius (бички), Cottus (бабці), Scorpaena ( скорпени), Zeus (зевси), Pleuronectes (камбали), Chaetodon щетинкозуби ), Sparus (спари), Labrus (губані), Sciaena (люціани), Perca (окуні), Gasterosteus ( колючки ), Scomber (скумбрія та тунець), Mullus ( бабабульки ) та Trigla (пріонотини)
- Abdominales: Cobitis (щипавки), Silurus (соми), Loricaria (сомові), Salmo (лососі і форель), Fistularia (лорікарії), Esox (щука), Argentina (аргентини), Atherina (атерини), Mugil (кефаль ), Exocoetus (летючі риби), Polynemus (окуні), Clupea (оселедець) & Cyprinus (короп)
- Branchiostegi: Mormyrus (мормирові), Balistes (спинороги), Ostracion (кузовки), Tetrodon (скелезуби), Diodon (морські їжаки), Centriscus (бекасники), Syngnathus (морські іглиці) і Pegasus (пегаси)

### Комахи

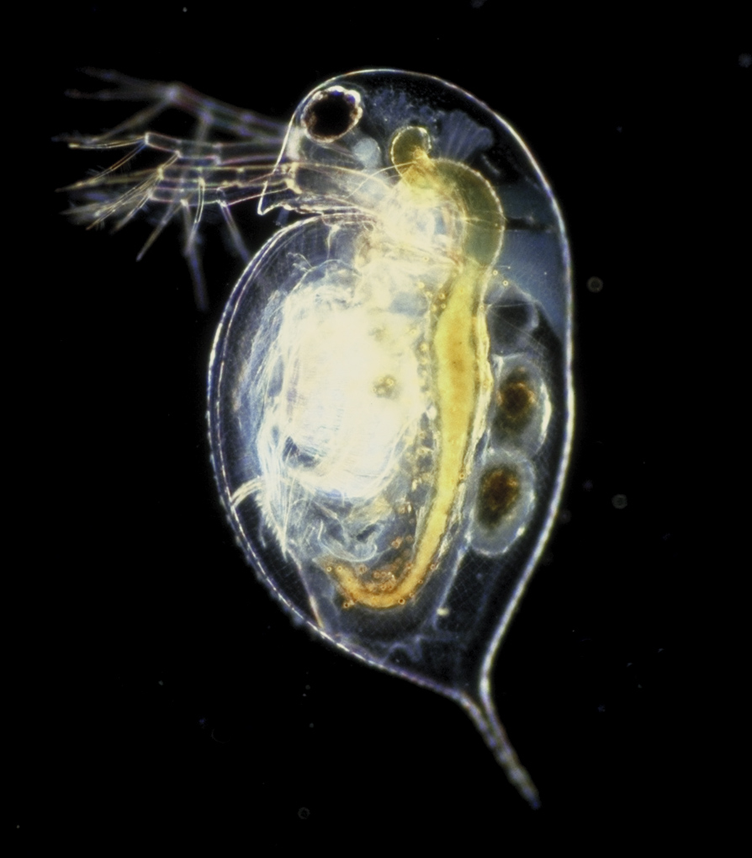
Ракоподібні, такі як водяна блоха Monoculus pulex (нині Daphnia pulex), були включені до комах Ліннеєм.

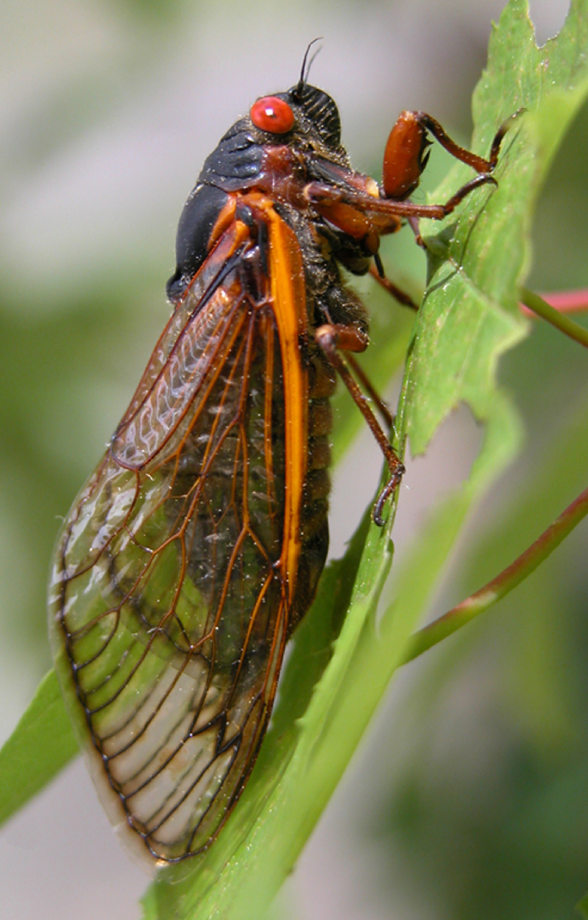
Лінней назвав комаху Cicada septendecim, доросла особина якої з’являється раз на 17 років.

Лінней описав свої «Insecta» (включаючи всіх членистоногих, включаючи комах, ракоподібних, павукоподібних та інших) як: «Дуже численний і різноманітний клас, що складається з дрібних тварин, що дихають через бічні дихальця, озброєні з усіх боків роговим панцирем або покриті волоссям; оснащені багатьма ногами та рухомими антенами (або ріжками), які виступають із голови та є ймовірними органами чуття».
За формою крил Лінней розділив комах на такі ряди та роди:
- Coleoptera : Scarabaeus ( пластинчастовусі), Dermestes ( шкіроїди), Hister (гістреиди), Attelabus (трубкокрути), Curculio (справжні довгоносики), Silpha (жуки-мертвоїди), Coccinella (сонечка), Cassida (щитоноски), Chrysomela (листоїди), Meloe ( мелоіди), Tenebrio (чорнотілки), Mordella (жуки-горбатки), Staphylinus ( жуки-хижаки ), Cerambyx ( жуки-вусачі ), Cantharis (жуки-м'якотілки), Elater ( жуки-ковалики), Cicindela (туруни), Buprestis (златки), Dytiscus (плавунці), Carabus (вид жужелиця ), Necydalis ( жуки-нецидаліни), Forficula ( щипавки), Blatta (таргани) і Gryllus (інші прямокрилоподібні комахи)
- Hemiptera : Cicada (цикади), Notonecta (хребтоплави), Nepa ( водяні скорпіони), Cimex (клопи), Aphis (попелиці), Chermes ( адельґіди), Coccus (червці) і Thrips (трипси)
- Лускокрилі: Papilio (метелики), Sphinx (бражники), Phalaena (молі)
- Neuroptera : Libellula (різнокрилі бабки та рівнокрилі бабки), Ephemera (поденки), Phryganea (волохокрильці), Hemerobius ( сітчастоокрилі), Panorpa (скорпіонові мухи ) та Raphidia (веслокрили)
- Перетинчастокрилі: Cynips (галлові оси), Tenthredo (сидячечеревні), Ichneumon ( іхневмонові оси ), Sphex (сфекси), Vespa (шершні), Apis (бджоли), Formica (мурахи) і Mutilla (оксамитові мурахи)
- Двокрилі: Oestrus (оводи), Tipula ( журавлеві мухи ), Musca (мухи хатні), Tabanus (ґедзі), Culex (комарі), Empis (товкунчикові мухи), Conops (товстоголові мухи ), Asilus (ктирі), Bombylius (бренівкові) і Hippobosca (паразитні мухи)
- Aptera: Lepisma (лусочниці), Podura (колемболи), Termes (терміти), Pediculus (воші), Pulex (блохи), Acarus (кліщі та паразитоформні кліщі ), Phalangium (косарики), Aranea (павуки), Scorpio (скорпіони), Cancer (краби, омари та родичі), Monoculus (водяні блохи та родичі), Oniscus (мокриці), Scolopendra (сороконіжки) та Julus ( багатоніжки )

### Черви

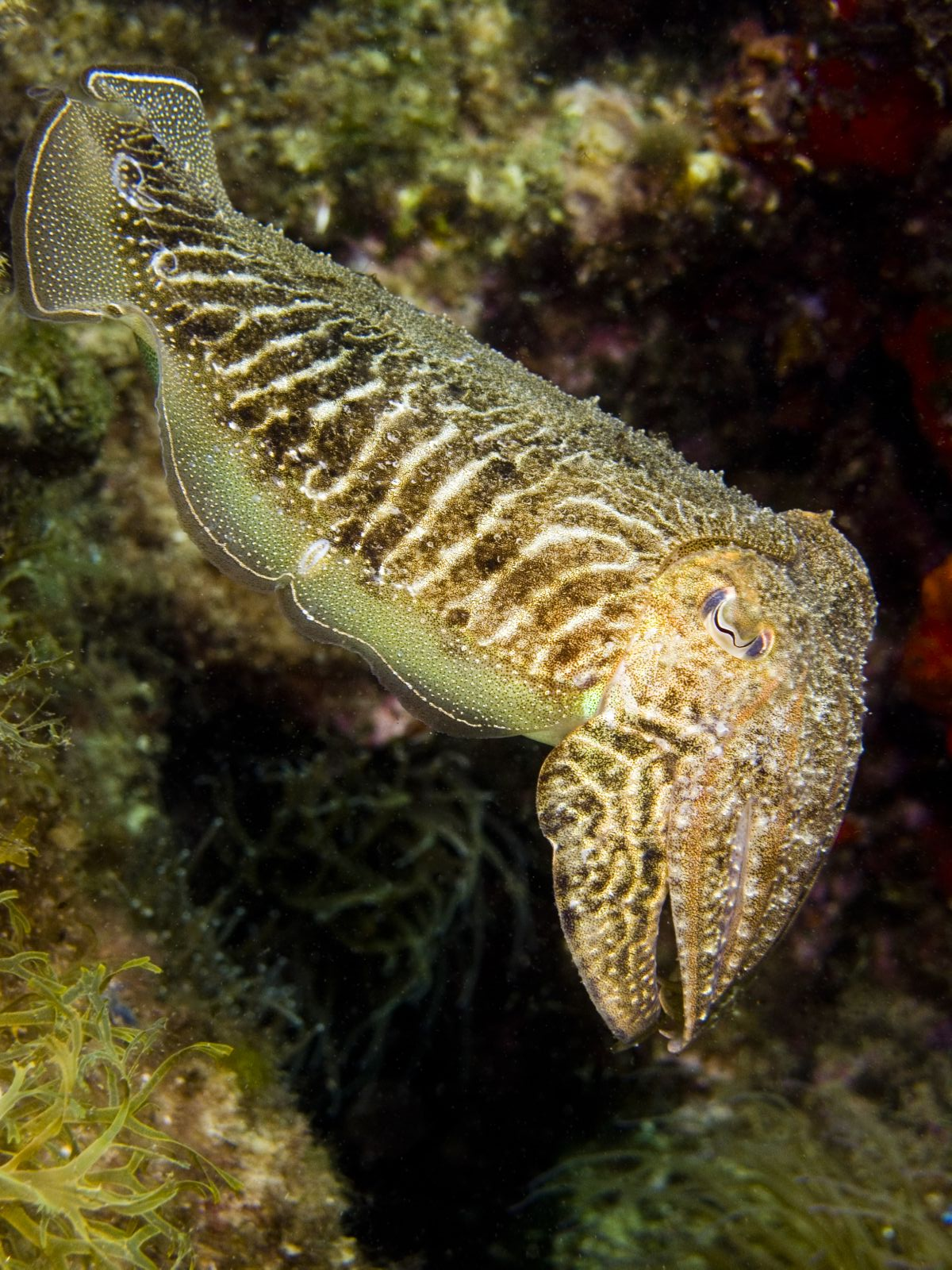
Звичайна каракатиця була названа Sepia officinalis у 10-му виданні Systema Naturae.

Лінней описав свої «Vermes» так: «Тварини повільного руху, м’якої субстанції, здатні нарощувати свою масу та відрощувати втрачені частини тіла, надзвичайно живучі та мешканці вологих місць. Багато з них без ясно вираженої голови, а більшість без ніг. Головним чином вони відрізняються своїми щупальцями (або мацаками). Древні не дарма називали їх недосконалими тваринами, оскільки вони позбавлені вух, носа, голови, очей і ніг; і тому цілком відрізняються від комах».
Лінней розділив «Vermes» на основі будови тіла на такі ряди та роди:
- Intestina: Gordius (волосові), Furia, Lumbricus (дощові черви), Ascaris (гігантські кишкові аскариди), Fasciola (печінкові сисуни), Hirudo (п’явки), Myxine (міксини ), Teredo (корабельні черв’яки)
- Mollusca : Limax (наземні слимаки ), Doris (доріди), Tethys (тетідіди морські слимаки), Nereis (нереїди), Aphrodita (морські миші), Lernaea (якірні черви), Priapus (пріапуліди та морські актинії), Scyllaea (scyllaeid морські слимаки ), Holothuria (сальпи та фізалії), Triton (тритонові мушлі), Sepia (восьминоги, кальмари та каракатиці), Medusa (медузи), Asterias (морські зірки), Echinus (морські їжаки)
- Testacea: Chiton (панцирні), Lepas (вусоногі), Pholas (фоладиди), Myes (м’які молюски), Solen ( колодочкові молюски ), Tellina ( теллініди), Cardium ( серцевидки), Donax (донациди), Venus ( венериди), Spondylus (колючі устриці), Chama (хаміди), Arca ( аркіди), Ostrea (справжні устриці ), Anomia (сідлоподібні устриці), Mytilus (мідії ), Pinna (пінніди), Argonauta (аргонавти), Nautilus ( наутилуси), Conus (конічні равлики ), Cypraea (кипреїди), Bulla ( пухирчасті мушлі ), Voluta (волюти), Buccinum (справжні равлики), Strombus ( стромбіди ), Murex (мурексові равлики), Trochus ( трохіди), Turbo (тюрбани ), Helix (наземні равлики), Neritha (неріти), Haliotis (морські вушка), Patella ( пателліди та брахіоподи ), Dentalium (лопатоногі), Serpula ( серпулідні черви )
- Lithophyta : Tubipora (органні корали), Millepora (вогняні корали), Madrepora (кам'яні корали)
- Zoophyta : Isis (м’які корали), Gorgonia (морські опахала), Alcyonium (покривники ), Tubularia (тубулярії), Eschara (мохуватки ), Corallina ( коралові водорості ), Sertularia ( Bryozoa ), Hydra, Pennatula (пеннатули), Taenia (стрічкові глисти ), вольвокс

## Рослини
У другому томі, опублікованому в 1759 році, детально описано царство рослин, до якого Лінней включив справжні рослини, а також гриби, водорості та лишайники. На додаток до повторення видів, раніше перелічених у його «Species Plantarum» (1753), і тих, що були опубліковані в проміжний період, Лінней описав кілька сотень нових видів рослин. Види зі Species Plantarum були пронумеровані послідовно, а нові види позначені літерами. Багато зразків було надіслано Ліннею його закордонними кореспондентами, у тому числі Йоганнесом Бурманом і Давидом де Ґортером з Південної Африки, Патріком Брауном, Філіпом Міллером і Джоном Еллісом з Америки, Жан-Франсуа Сеґ'є, Карло Алліоні та Казиміром Крістофом Шміделем з Альп, Ґортером і Йоганном Ернстом Гебенштрайтом зі Сходу та Франсуа Буасьє де Соважем де Лакруа, Жераром і Барнаде Ґабріелем з усієї Європи.
Нові види рослин, описані в 10-му виданні Systema Naturae</link> включати:

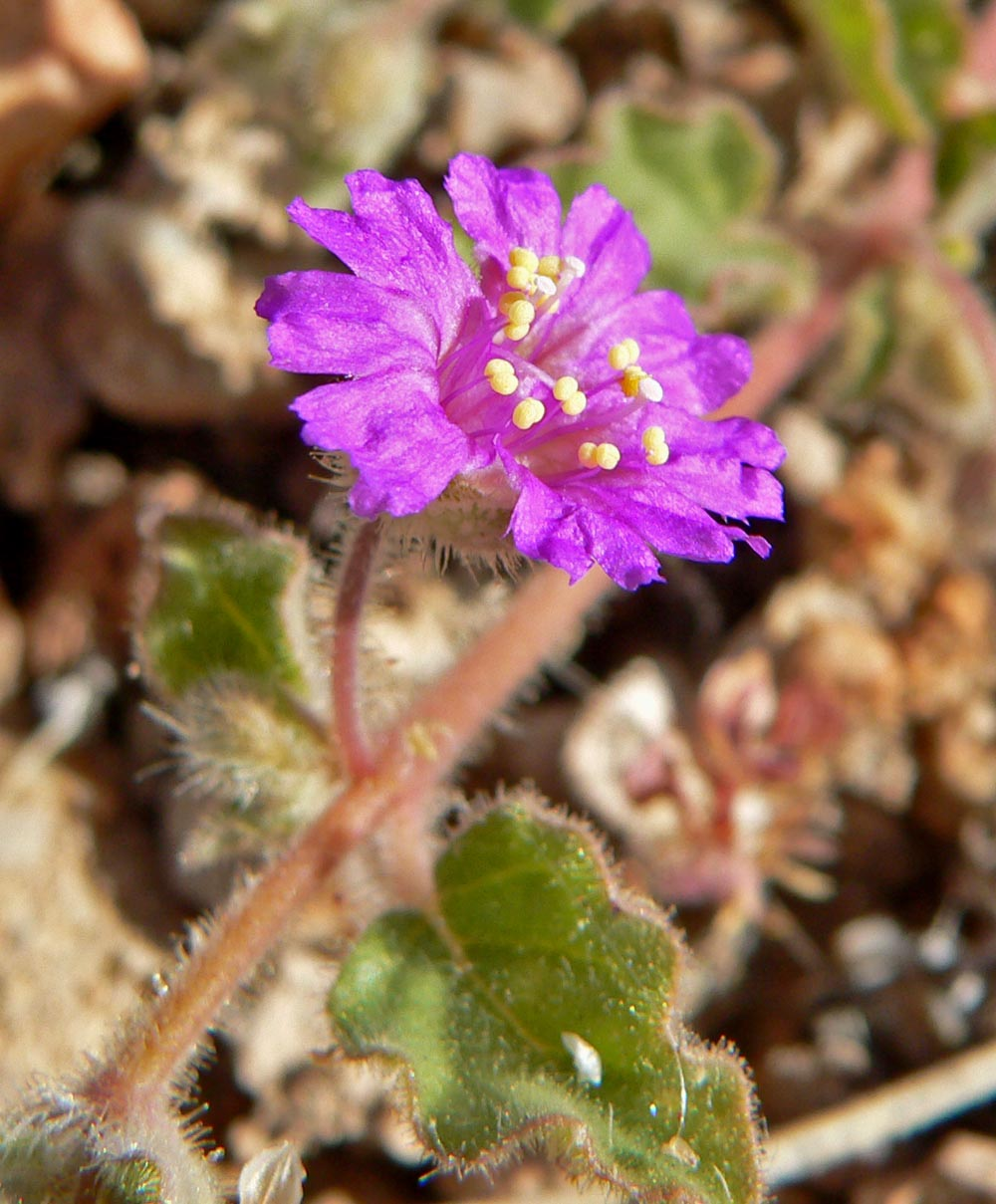
Allionia incarnata була одним із двох нових видів у новому роду Allionia, представленому в 10-му виданні Systema Naturae.

- Adiantum aethiopicum
- Allionia incarnata
- Alyssum alyssoides
- Amaranthus albus
- Amaranthus cruentus
- Amaranthus gangeticus
- Amyris elemifera
- Anacamptis papilionacea
- Anacamptis sancta
- Apocynum androsaemifolium
- Arbutus andrachne
- Batis maritima
- Brassia caudata
- Bucida buceras
- Calycanthus floridus
- Campanula barbata
- Carex capitata
- Carex distans
- Carpobrotus edulis
- Catharanthus roseus
- Cecropia peltata
- Cedrela odorata
- Chromolaena odorata
- Chrysophyllum oliviforme
- Cissus sicyoides
- Coccoloba pubescens
- Coccoloba uvifera
- Cochlearia anglica
- Cordyline fruticosa
- Croton glandulosus
- Cunila mariana
- Cunonia capensis
- Desmostachya bipinnata
- Dorstenia drakena
- Echinochloa colona
- Epidendrum ciliare
- Equisetum giganteum
- Excoecaria agallocha
- Genipa americana
- Geranium pusillum
- Hydrastis canadensis
- Grias cauliflora
- Halesia carolina
- Heliotropium arborescens
- Heliotropium arborescens
- Hibiscus cannabinus
- Holcus mollis
- Illicium anisatum
- Inula spiraeifolia
- Ipomoea hederifolia
- Juglans cinerea
- Krameria ixine
- Lactuca canadensis
- Lagerstroemia indica
- Lamium orvala
- Lecythis ollaria
- Magnolia acuminata
- Magnolia grandiflora
- Magnolia tripetala
- Mucuna pruriens
- Oenothera perennis
- Paeonia tenuifolia
- Paspalum distichum
- Passiflora quadrangularis
- Pectis ciliaris
- Pectis linifolia
- Pedalium murex
- Persicaria perfoliata
- Phytolacca icosandra
- Poa palustris
- Polemonium reptans
- Polycarpon tetraphyllum
- Portlandia grandiflora
- Ranunculus parviflorus
- Reseda odorata
- Rheum palmatum
- Rosa pimpinellifolia
- Sagittaria lancifolia
- Salix retusa
- Saxifraga cuneifolia
- Scabiosa prolifera
- Sesuvium portulacastrum
- Silphium perfoliatum
- Talinum fruticosum
- Triplaris americana
- Tripsacum dactyloides
- Turbina corymbosa
- Ursinia anthemoides
- Veronica austriaca
- Zinnia peruviana

## Зовнішні посилання
- Оригінал Systema Naturae 1758 року в Бібліотеці біорізноманіття (BHL).
- Лінней 1758 Класифікація тварин за таксономіконом

Шаблон:History of botany